# Écurcey
Écurcey – miejscowość i gmina we Francji, w regionie Burgundia-Franche-Comté, w departamencie Doubs.
Według danych na rok 1990 gminę zamieszkiwało 289 osób, a gęstość zaludnienia wynosiła 39 osób/km² (wśród 1786 gmin Franche-Comté Écurcey plasuje się na 464. miejscu pod względem liczby ludności, natomiast pod względem powierzchni na miejscu 611.).